# Jamaica
Het eiland Jamaica (Jamaicaans-Patois: Jumieka) is een land in het Caribisch gebied dat lid is van het Gemenebest van Naties met koning Charles III als staatshoofd. Het is een voormalige Britse kolonie, was in de 17e eeuw een tijd een vrijhaven voor piraten en werd later een belangrijke suikerproducent waarbij de economie afhankelijk was van slavernij.
Het eiland, dat door de Jamaicanen ook wel The Rock wordt genoemd, is de geboorteplaats van de Rastafaribeweging en de Reggaemuziek. Het ligt ten zuiden van Cuba en ten westen van het eiland Hispaniola.

## Geschiedenis
Het eiland werd rond 650 in bezit genomen door de Taínos en Arawakken uit Zuid-Amerika die het eiland Xaymaca noemden: Land van hout en water. Rond 1400 kwamen de Cariben, een kannibalistische stam uit Zuid-Amerika, het vredige bestaan van de Arawakken verstoren.

### Spaanse tijd
In 1494 werd het eiland ontdekt door Christoffel Columbus, tijdens zijn tweede reis, die het eiland als privébezit toegewezen kreeg. In 1509 kwamen de eerste Spaanse kolonisten die het eiland Santiago noemden en er vanaf 1517 Afrikaanse slaven lieten komen. De Arawakken werden uitgeroeid door een combinatie van besmettelijke ziektes, slavernij en oorlog. Slechts een klein deel zou in de bergen weten te overleven. In de Spaanse tijd woonden er niet meer dan ongeveer tweeduizend mensen op het eiland, waarvan de helft Spanjaarden. Deze hielden zich voornamelijk bezig met landbouw en veeteelt voor export naar Spanje en de eveneens Spaanse kolonie Cuba. De Spanjaarden bouwden twee steden, Sevilla la Nueva en Villa de la Vega (later Spanish Town) dat de hoofdplaats zou worden.

### Britse tijd
Jamaica zou de eerste Britse kolonie in staatshanden worden. Voor die tijd waren er al Engelse koloniën gesticht, in de Caraïben en in Noord-Amerika maar deze waren in private handen. Oliver Cromwell had een visie voor een Britse kolonie en stuurde een eigen vloot op pad. Oorspronkelijk viel de keus op Hispaniola maar toen de hoofdplaats te zwaar verdedigd bleek besloot men dan maar een ander gebied op de Spanjaarden te veroveren. Daarbij viel de keus op het naburige, zwak verdedigbare eiland Jamaica dat in 1655 door de Britten werd ingenomen. Veel Spanjaarden die er woonden vluchtten naar Cuba. Ze lieten hierbij hun slaven achter met het oog op hun hulp bij een eventuele herovering van het eiland. Deze slaven zijn echter de bergen ingetrokken en bouwden daar een nieuw bestaan op. Ze staan bekend als de marrons en ze zouden nog lang guerrilla-aanvallen op de Engelsen blijven doen. In 1658 probeerden de Spanjaarden tevergeefs het eiland weer in te nemen. In 1670 werd Jamaica formeel aan Engeland overgedragen. Jamaica zou aan de basis komen te staan van het steeds verder uitbreidende Britse Koloniale Rijk.

### Piratentijd

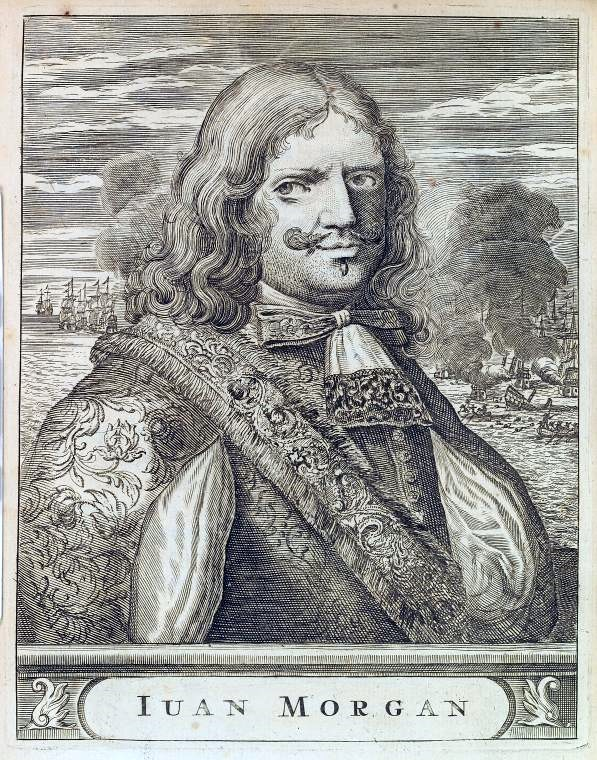
Henry Morgan werkte als boekanier vanuit Port Royal. Hij zou later luitenant-gouverneur van de Kolonie Jamaica worden.

De eilandkolonie bleek economisch moeilijk rendabel te maken. Daarnaast was Engeland doorlopend in oorlog met Spanje en men was bang dat het makkelijk ingenomen Jamaica ook weer makkelijk terugveroverd zou worden. Aangezien de Britse vloot nog niet veel voorstelde en de kolonie een inkomstenbron nodig had besloot men van de havenstad Port Royal een vrijhaven voor kapers te maken die van daaruit Spaanse schepen en steden konden plunderen. Deze kapers kregen een kaperbrief, wat inhield dat ze hun gang mochten gaan mits ze een groot deel van de buit maar afgaven aan de koloniale regering. O.a. Henry Morgan, Edward Mansveldt en Christopher Myngs organiseerden hun plundertochten vanuit Port Royal. Deze stad werd ook de plek waar vele kapers hun geld verbrasten en waar van alles gebeurde wat God verboden had. Ook waren er kapers die met hun geld een plantage oprichtten. Vanaf 1687 was de suikerteelt veel belangrijker geworden en in 1713 werd met de Vrede van Utrecht de piraterij verboden. Vanaf dat moment was de stad een plek waar piraten werden vervolgd. Henry Morgan zou later ondergouverneur van Jamaica worden en tegen de Marron strijden.
Spanish Town was in die tijd de hoofdstad maar Port Royal zou steeds meer bestuurlijke taken overnemen tot de stad in 1692 getroffen werd door een aardbeving en tsunami waarna de stad grotendeels in zee zonk. Aan de overzijde van de baai werd een nieuwe stad opgebouwd, genaamd Kingston.

### Suikerteelt
Onder Brits bestuur werd Jamaica een belangrijk wingewest. Er kwamen plantages, waar vooral suikerriet werd verbouwd. Op de plantages werden grote aantallen slaven uit West-Afrika tewerkgesteld. Voor de blanke elite was het goed zaken doen en de vele landhuizen die ze lieten bouwen (de Great Houses) herinneren nog aan die tijd. De plantage-eigenaar Simon Taylor werd een van de rijkste mensen in het gehele Britse Rijk. De plantage-eigenaren maakten samen met de gouverneur de dienst uit in de politiek. Dit werd de Plantocratie genoemd.Overigens stierven vele kolonisten aan gele koorts en malaria.
Tussen de wereldmachten was destijds nogal wat strijd om de macht over de economisch belangrijke kolonies in het Caraïbisch gebied. Zo verwoestte een Franse vloot in 1694 meer dan vijftig suikerrietplantages.

### Slavernij en opstanden

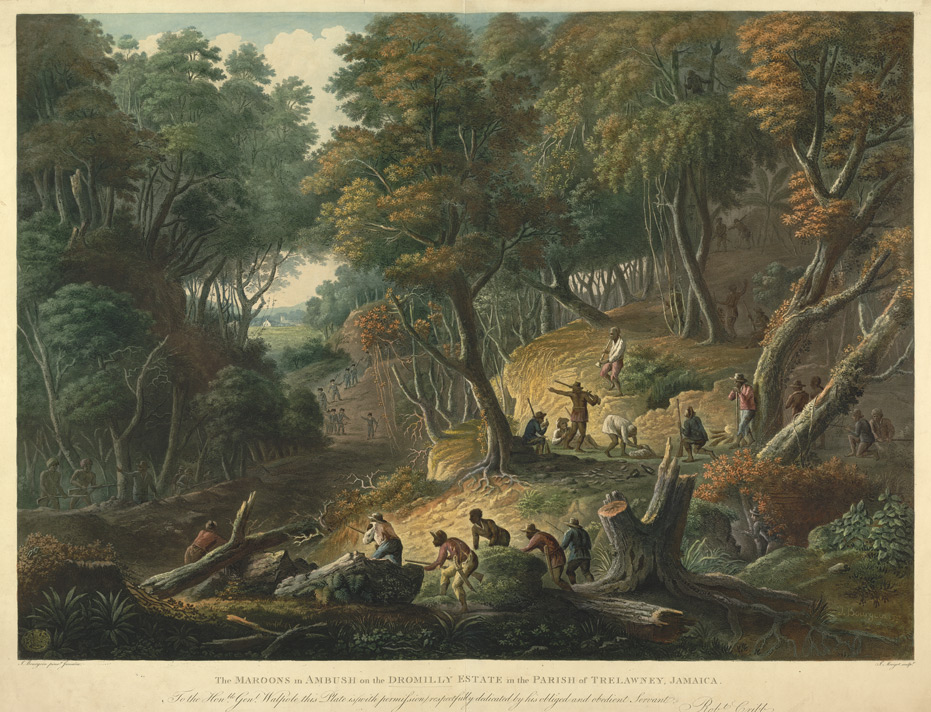
Aanval van Marrons op een plantage in 1795

In haar geschiedenis heeft Jamaica diverse slavenopstanden meegemaakt. Van de plantages gevluchte slaven zochten vaak hun toevlucht bij de Marrons in het binnenland. Van daaruit voerden ze aanvallen uit op plantages. Dit leidde tot diverse strafexpedities van het koloniale leger. De eerste oorlog met de Marrons begon in 1728, duurde meer dan tien jaar waarna de Engelsen in 1739 een verdrag met hen sloten. Ze kregen zelfbestuur in de binnenlanden. Als tegenprestatie moesten ze helpen nieuwe opstanden te onderdrukken en gevluchte slaven opsporen. Er brak een nieuwe opstand uit in 1760, Tacky's War , en de Marrons hielpen om die te onderdrukken. In 1795 ontstond een opstand in het noorden en raakten de Marrons opnieuw in oorlog met de Engelsen. In 1831 vond op het eiland een massale slavenopstand plaats die Baptist War zou heten. In 1833 werd de slavernij in alle Britse gebieden verboden. De handel in slaven was reeds eerder in 1807 verboden. Veel voormalige slaven verlieten de plantages en zetten eigen boerderijen op. De bevolking kreeg nog ontberingen te verduren, zoals de Morant Bay rebellie in 1865 geleid door George William Gordon en Paul Bogle. Ook deze werd hardhandig onderdrukt.

### Identiteit zelfbestuur

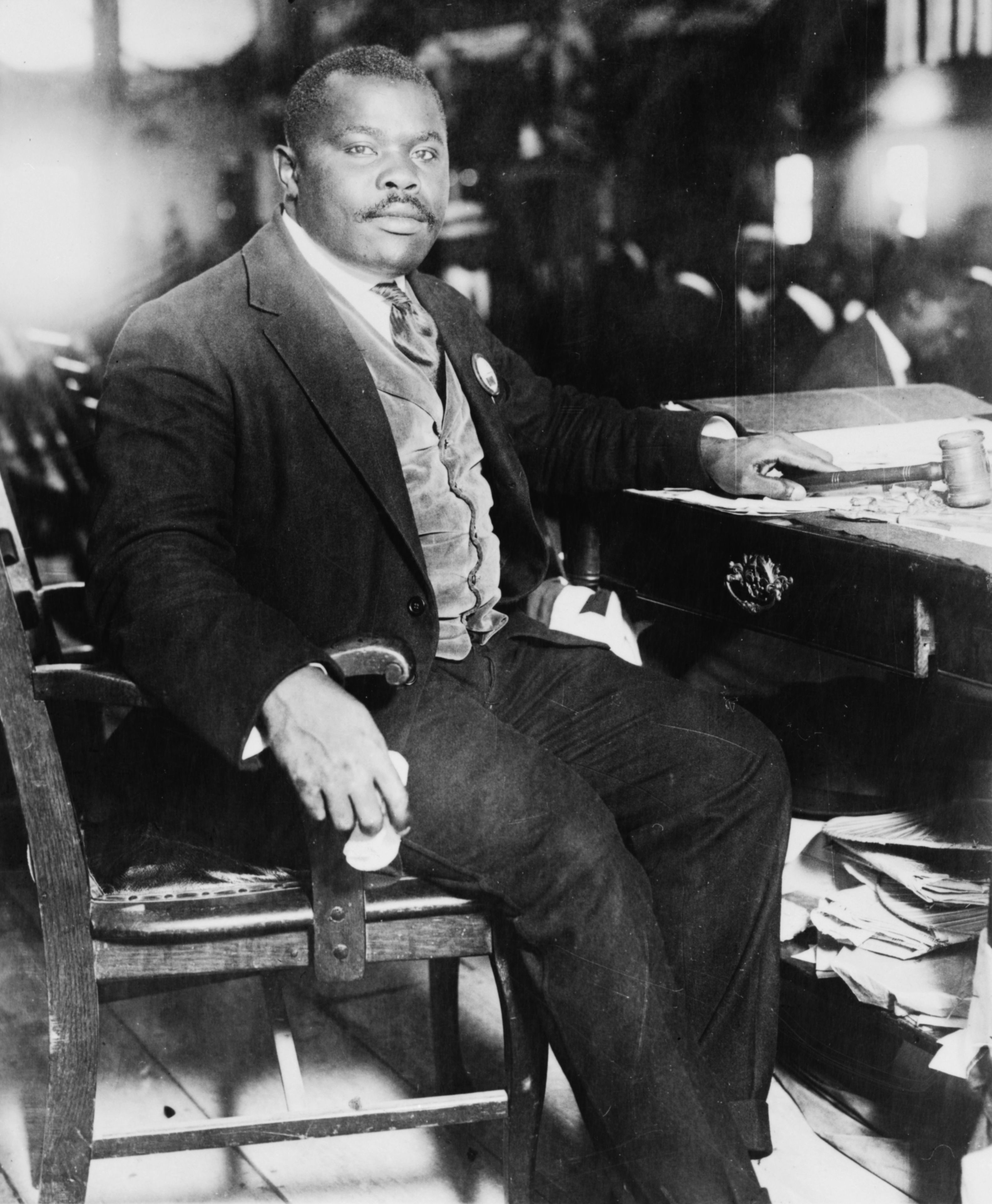
Marcus Garvey, pionier van de burgerrechtenbeweging, zowel in Jamaica als in de Verenigde Staten

Sinds 1872 is Kingston de hoofdstad. In de twintigste eeuw kwam een burgerrechtenbeweging op gang onder de zwarte bevolking o.a. door Marcus Garvey. In de jaren dertig van de twintigste eeuw ontstond de Rastafari, een levensbeschouwing die de Jamaicaanse identiteit koppelde aan de Afrikaanse wortels.
In 1944 kreeg Jamaica volledig zelfbestuur en algemeen kiesrecht. Vanaf 1958 maakte Jamaica deel uit van de West-Indische Federatie, maar deze federatie bleek geen succes en viel in 1962 uiteen. Op 6 augustus 1962 werd Jamaica onafhankelijk en deze datum is sindsdien een nationale feestdag.
Het land kent echter de nodige politieke instabiliteit met verschillende groeperingen die lijnrecht tegenover elkaar staan. In 2010 vond een grote veldslag plaats in de hoofdstad tussen het leger en de onderwereld.

## Geologie
Ongeveer twee derde van het eiland, met name het westen en midden, wordt gedomineerd door een bergketen die grotendeels bestaat uit kalksteenformaties. Deze bergen bereiken een hoogte van max. 900 meter. Aan de noordzijde lopen de hellingen vrij steil af richting kust. Onder zeeniveau zetten deze steile hellingen zich voort tot op grote diepte tot aan de Caymantrog. In de bergen zijn fraaie tropische karstverschijnselen gevormd. Kenmerkend zijn de grote aantallen ronde geïsoleerde restheuvels, met diverse gangen, spleten en holtes en onderaardse waterlopen. Een goed voorbeeld is de Cockpit Country. Vanuit de lucht ziet dit gebied eruit als een grote, groen begroeide eierdoos. Aan de zuidzijde loopt deze bergrug geleidelijk af naar de kust. Hier vindt men laagvlaktes, moerassen en brede zandstranden. 
Het oostelijk deel, met de Blue Mountains, is onderdeel van een bergketen die zich vanaf Hispaniola via Jamaica tot in Cuba uitstrekt. Delen van deze keten bevinden zich nu onder zeeniveau. De top van de Blue Mountains is de Blue Mountain Peak en ligt boven de 2200 meter. Dit gebergte heeft een veel complexere ontstaanswijze en bestaat uit diverse hardere gesteenteformaties. In het noorden van centraal Jamaica ligt ook nog het bergplateau Dry Harbour Mountains: de kustvlaktes in het zuiden, bij Kingston en Spanish Town, bestaan uit mariene terrassen.

## Geografie

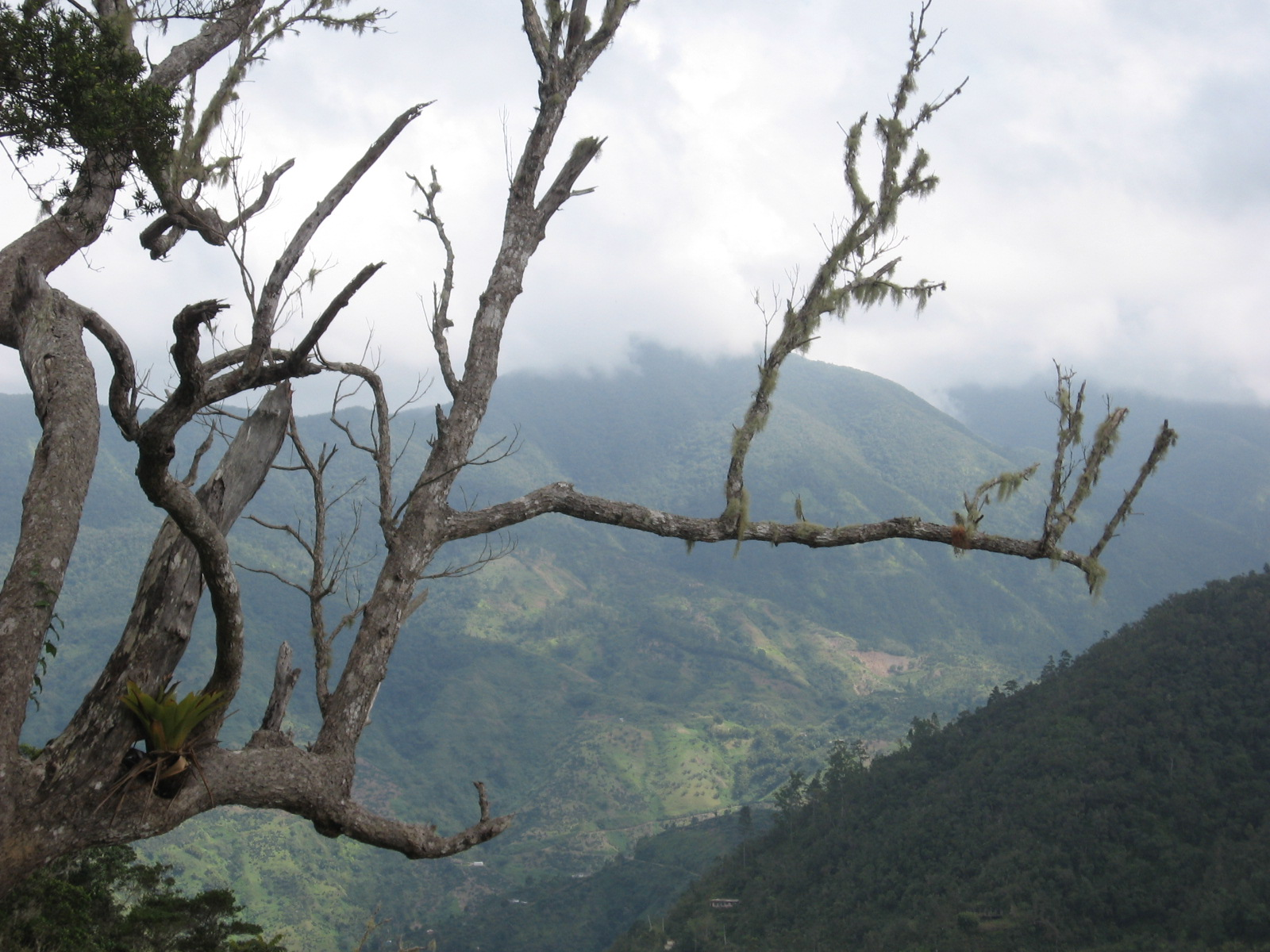
De Blue Mountains. Het grootste berggebied op het eiland dat tevens de hoogste top, de Blue Mountain Peak, omvat.

Oppervlakte
- Totaal: 10.991 km²
- Land: 10.826 km²
- Water: 165 km²

Landgrenzen
0 km
Kustlijn
1022 km
Klimaat
Tropisch; heet, vochtig, matig in het binnenland
Uitersten
- Laagste punt: Caraïbische Zee 0 m
- Hoogste punt: Blue Mountain Peak 2256 m

Natuurlijke rijkdommen
Bauxiet, gips, kalksteen, suikerriet, bananen, cacaobonen, koffiebonen en kokosnoten

## Natuur

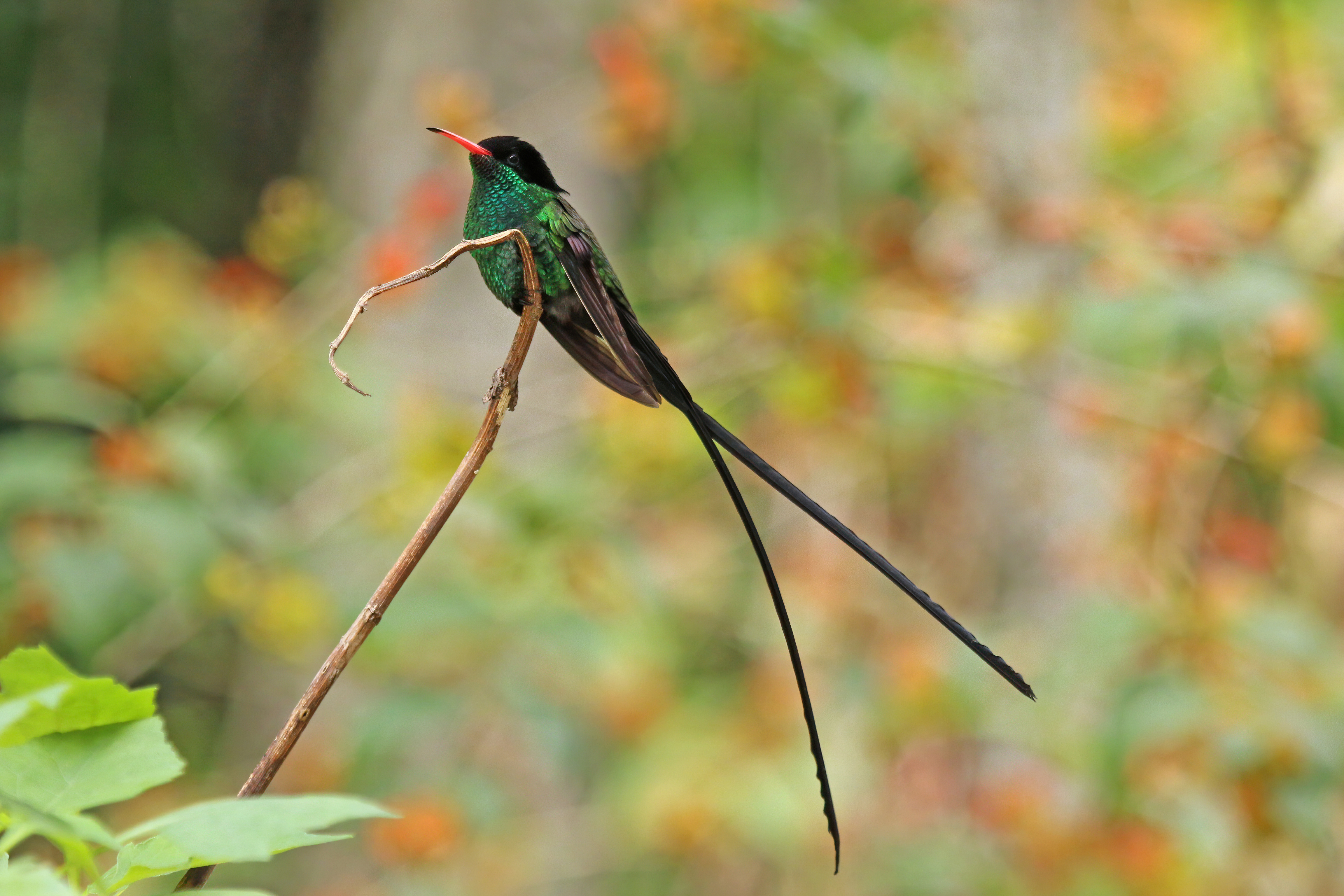
Een mannelijke wimpelstaartkolibrie. Deze soort komt alleen op Jamaica voor.

De flora van Jamaica telt ongeveer 3000 soorten planten waarvan ongeveer 1000 soorten alleen op Jamaica voorkomen.
Kenmerkend zijn de soorten Orchis zoals de Brassavola; de soort Brassavola subulifolia komt alleen op Jamaica voor.
Roystonea princeps is een soort koningspalm endemisch voor Jamaica.
Het drogere zuiden van Jamaica is waar soorten van de cactusfamilie groeien zoals Melocactus (Melocactus caroli-linnaei) en Opuntia.
De schijfcactus soort Opuntia jamaicensis is naar Jamaica genoemd.
Een aantal waardevolle gebieden, zowel op land als in zee (koraalriffen) zijn in Jamaica als nationaal park aangewezen:
- Negril Marine Park
- Black River Morass
- Royal Palm Reserve
- Dolphin Head Reserve
- Ocho Rios Marine Park
- Cockpit Country Reserve
- Port Antonio Marine Park
- Montego Bay Marine Park
- Palisadoes-Port Royal Protected Area
- Portland Bight Protected Area
- Blue & John Crow Mountains National Park

## Cultuur

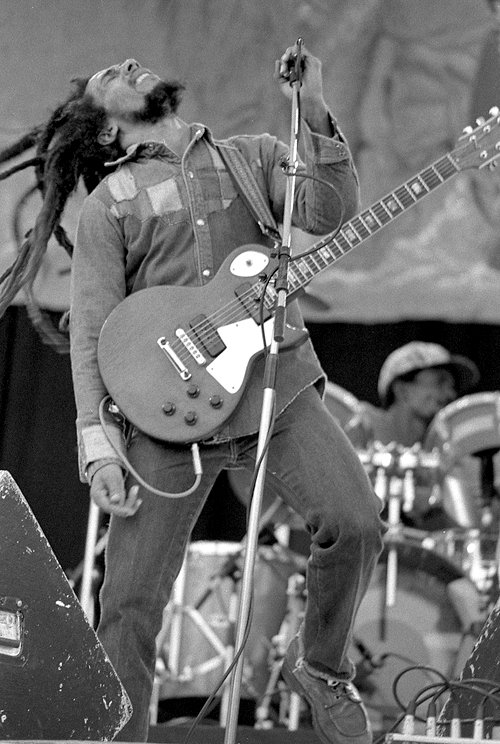
Bob Marley die bekend stond als The King of Reggae was ook een belangrijk voorvechter van het rastageloof.

De Rastafari is een levensbeschouwing die in de jaren dertig op Jamaica ontstond. Ookal kent deze geen officiële doctrine het is wel een belangrijk onderdeel van de identiteit van een aanzienlijk deel van de bevolking. Omdat het land verschillende bevolkingsgroepen kent heeft het als motto: "Out of Many, One People."

### Muziek
Jamaica heeft een belangrijke invloed gehad op de muziek in de westerse wereld. In de 19e eeuw ontstond de mentomuziek. Deze volksmuziek zou later aan de wieg staan van nieuwe muziekgenre's. Zo ontstond in de jaren vijftig ska, daarop volgend rocksteady en daaruit volgend reggae. Met name Bob Marley heeft ervoor gezorgd dat reggae ook buiten Jamaica populair werd. Sinds 2008 is dit muziekgenre door UNESCO erkend als immaterieel cultureel erfgoed. Later zouden hier weer de genre's dub, dancehall en ragga uit voortkomen. Deze muziekstijlen zijn niet alleen in het westen doorgebroken maar hebben ook hun invloed gehad op de popmuziek. Toasten is een voorloper van het rappen die op het eiland is ontstaan en die later in de Verenigde Staten populair werd. Andere genre's die een grote rol spelen zijn jazz en calypso. Naast Bob Marley is Sean Paul ook een Jamaicaanse zanger met grote bekendheid in het buitenland.

### Keuken

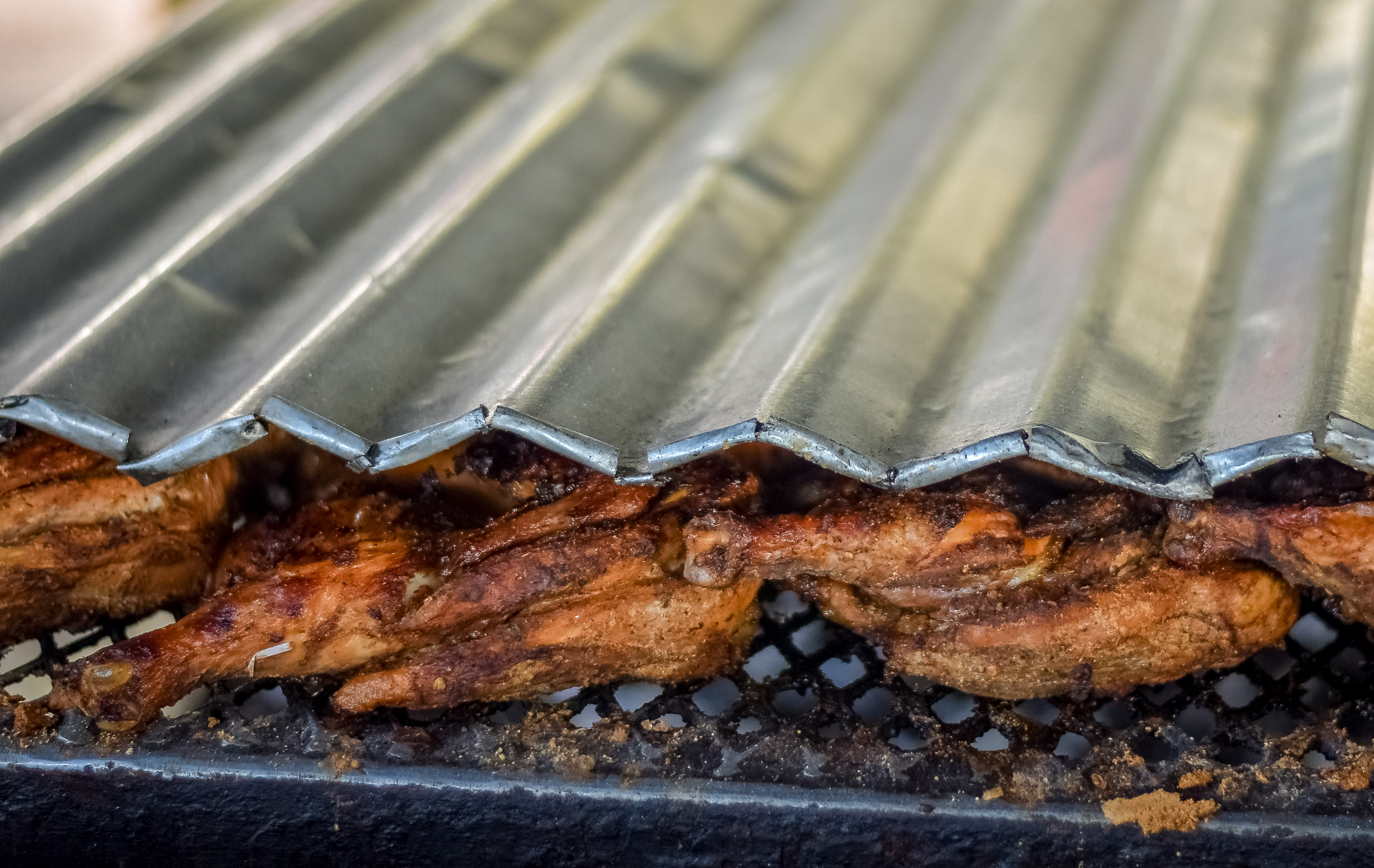
De speciale manier om Jerk chicken klaar te maken.

Jerk is een manier van koken, waarbij een speciale kruidenmix (Jamaican jerk spice) op het vlees worden gewreven en dit vervolgens wordt gestoofd in een provisorische oven. Het gerecht vindt haar oorsprong bij de Marrons. Een van de duurste koffiesoorten ter wereld is de Jamaica Blue Mountain koffie. Een bekend biermerk is Red Stripe.

### Bezienswaardigheden
Jamaica is bekend om haar witte stranden. Daarnaast is de waterval Dunn's River Falls een belangrijke toeristische attractie. Deze waterval verandert door een geologisch proces langzaam van vorm.
De wijk Trenchtown in de hoofdstad is een bezienswaardigheid als geboorteplaats van de rocksteady en raggaemuziek en hier is ook het Bob Marley Museum te vinden.
Uit de koloniale tijd zijn de nodige plantagehuizen bewaard gebleven. Deze worden Great Houses genoemd en een deel is gebouwd in georgiaanse stijl. Bekende voorbeelden zijn Rose Hall en Good Hope Estate. Net buiten Kingston staat Devon House, een villa in georgiaanse stijl. Dit is geen plantagehuis maar was het huis van George Stiebel, een zakenman en de eerste zwarte miljonair van Jamaica.

## Sport
Jamaica doet het goed op het gebied van atletiek, sprinten en cricket. Een bekende sprinter is Usain Bolt die meerdere records heeft gevestigd.
In 1988 deed het land voor het eerst mee aan de Olympische Winterspelen, met een bobsleeteam, wat destijds opmerkelijk werd gevonden voor een land waar het nooit sneeuwt.

## Demografie

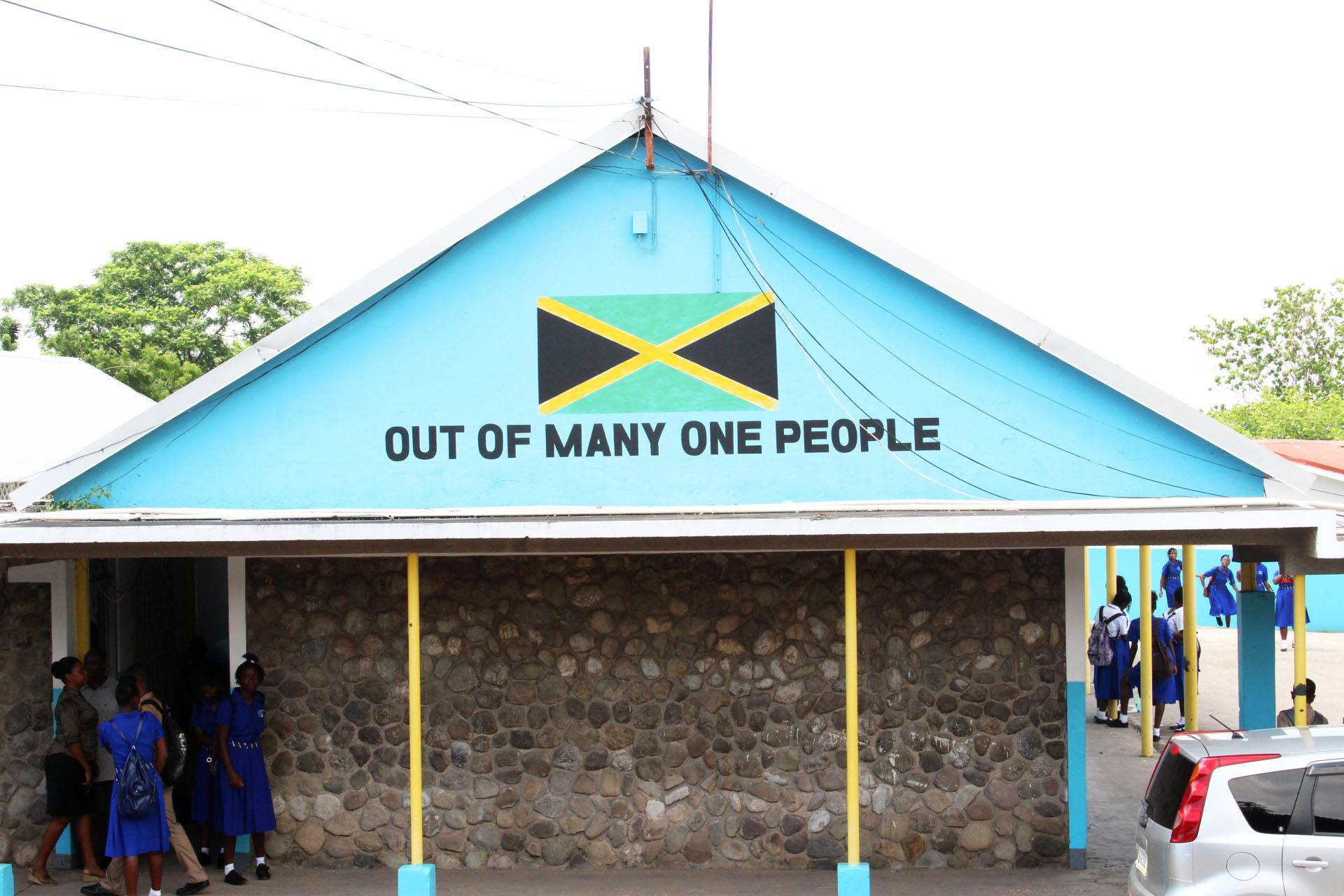
Omdat de bevolking uit verschillende groepen bestaat heeft het land als motto Out of many one people.

De meerderheid van de Jamaicaanse bevolking heeft Afrikaanse voorouders. De minderheid is van Britse, Indiase of Chinese afkomst. De Indiase Jamaicanen en Chinese Jamaicanen werden door de Britten aangetrokken als contractarbeiders die de Afrikanen moest vervangen, nadat de slavernij was afgeschaft. Van de oorspronkelijke bevolking, de Yamaye is nog slechts een kleine groep over, die geschat wordt op een paar duizend.
Jamaica kent zo'n 2,7 miljoen inwoners. Er wonen echter ongeveer nog net zoveel Jamaicanen buiten Jamaica. Dit wordt de Jamaicaanse diaspora genoemd. Het grootste deel van hen woont in de Verenigde Staten, Canada en het Verenigd Koninkrijk.

### Steden

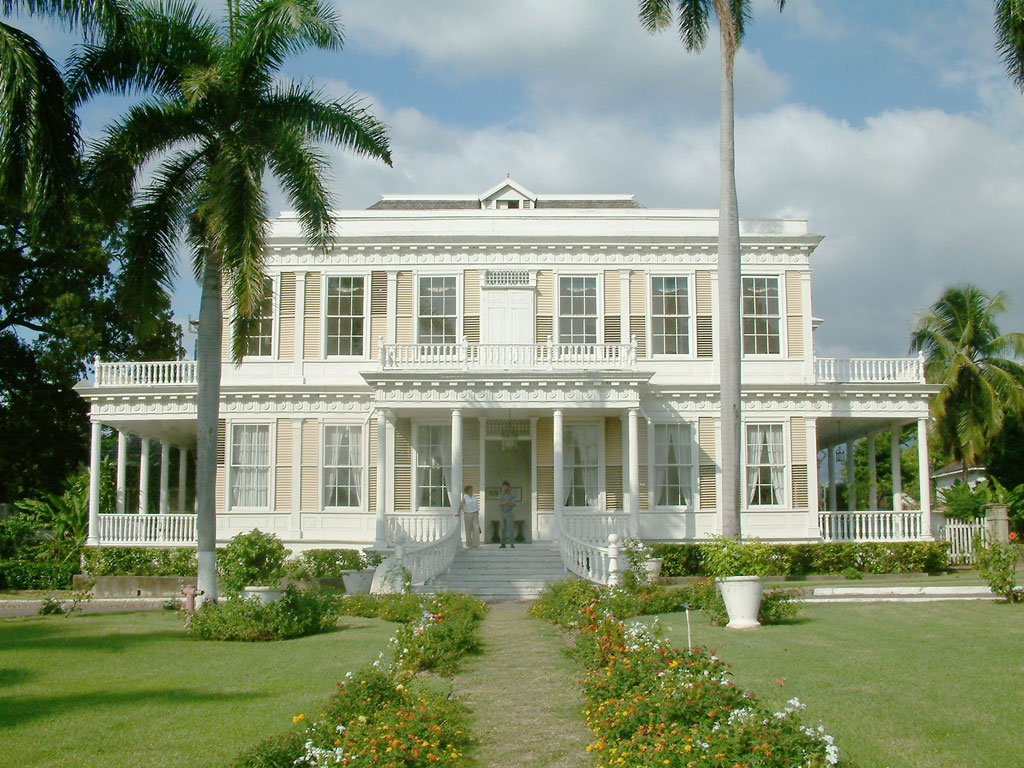
Devon House in de hoofdstad Kingston, gebouwd in 1881, was het huis van George Stiebel Jamaica’s eerste zwarte miljonair.

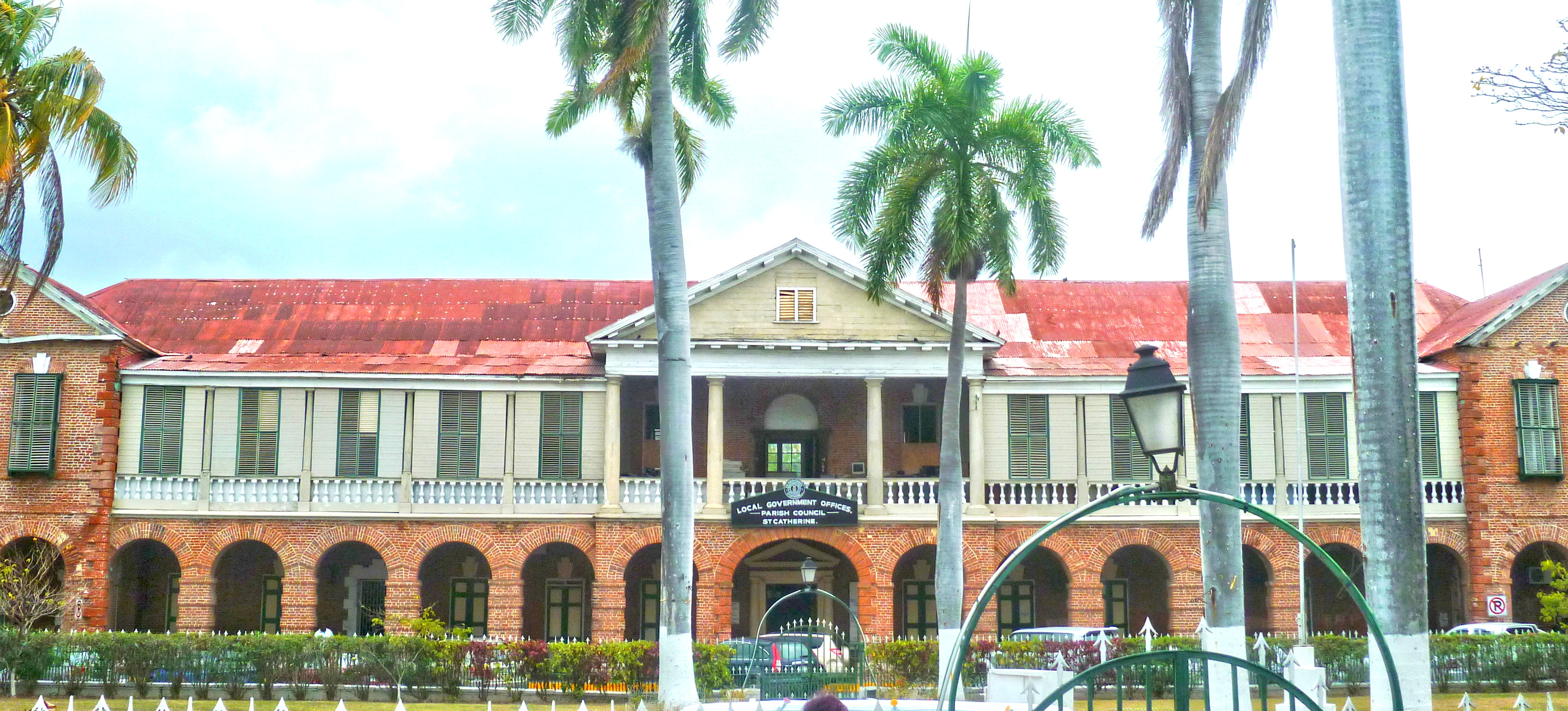
Koloniale architectuur in Spanish Town. Hier het stadhuis dat ooit het parlementsgebouw was.

De belangrijkste steden zijn:
- Black River
- Falmouth
- Kingston (hoofdstad)
- Lucea
- Mandeville
- May Pen
- Montego Bay
- Morant Bay
- Port Antonio
- Port Maria
- Portmore
- Saint Ann's Bay
- Savanna-la-Mar
- Spanish Town

### Taal
De officiële taal van Jamaica is Engels. De meerderheid van de bevolking spreekt echter het Jamaicaanse Patois, een Creoolse taal. Het Patois is ontstaan doordat mensen vanuit verschillende delen van de wereld met uiteenlopende moedertalen met elkaar moesten kunnen communiceren. Een gesimplificeerd Engels vormde de basis. Verder herbergt het Patois woorden en zinsbouw uit verschillende Afrikaanse talen, waaronder het Akan en Yoruba, uit andere Europese talen (Spaans en Portugees) en uit Aziatische talen (Hindi en Hakka). Dit ontwikkelde zich zo geleidelijk tot een taal, met eigen grammaticale regels, die voor de meeste Jamaicanen de dagelijks gebruikte taal is. Het Brits-Engels of het "Queen's English" wordt vooral gebruikt in meer officiële situaties, in onderwijs, bestuur en zakenwereld.

### Religie
Circa 65,3% van de Jamaicaanse bevolking is christelijk. Hiervan behoort het grootste gedeelte tot de Anglicaanse kerk. Daarnaast kent het eiland veel protestantse kerkgenootschappen en evangelische bewegingen. Het geloof wordt op Jamaica op een zeer intense, maar in het dagelijks leven vaak bijzonder vrijzinnige, wijze beleefd. De grootste niet-christelijke religie is de rastafaribeweging. Ook andere religies zoals bahai, boeddhisme en islam hebben op het eiland volgelingen.

## Staatsvorm en bestuur
Het eiland Jamaica is een Constitutioneel Koninkrijk sinds de onafhankelijkheid van 1962 en heeft een parlementaire democratie met een direct gekozen minister-president. De Britse Koningin Elizabeth II werd automatisch gekroond tot 'Koningin van Jamaica' toen het land onafhankelijk en soeverein werd van het Verenigd Koninkrijk. Het land werd een zogenaamd Commonwealth realm. De huidige koning van Jamaica is Charles III. Op Jamaica worden alle constitutionele en ceremoniële taken die door het staatshoofd worden uitgevoerd gedaan door de Gouverneur-generaal van Jamaica in afwezigheid van het staatshoofd. De taken betreffen het aanstellen, schorsen en ontslaan van ministers, het benoemen van parlementsleden, aanstellen minister-president en enkele ceremoniële functies in het Jamaicaanse leger. Het staatshoofd of diens vervanger heeft als individu officieel geen recht van spreken in de overheidszaken. De koning en de andere leden van de koninklijke familie zijn geen burgers van Jamaica, maar hebben alleen een relatie met de Natie. Op lokaal niveau is Jamaica bestuurlijk onderverdeeld in veertien parishes met een algemeen en dagelijks bestuur dat elke vier jaar gekozen wordt.

## Infrastructuur

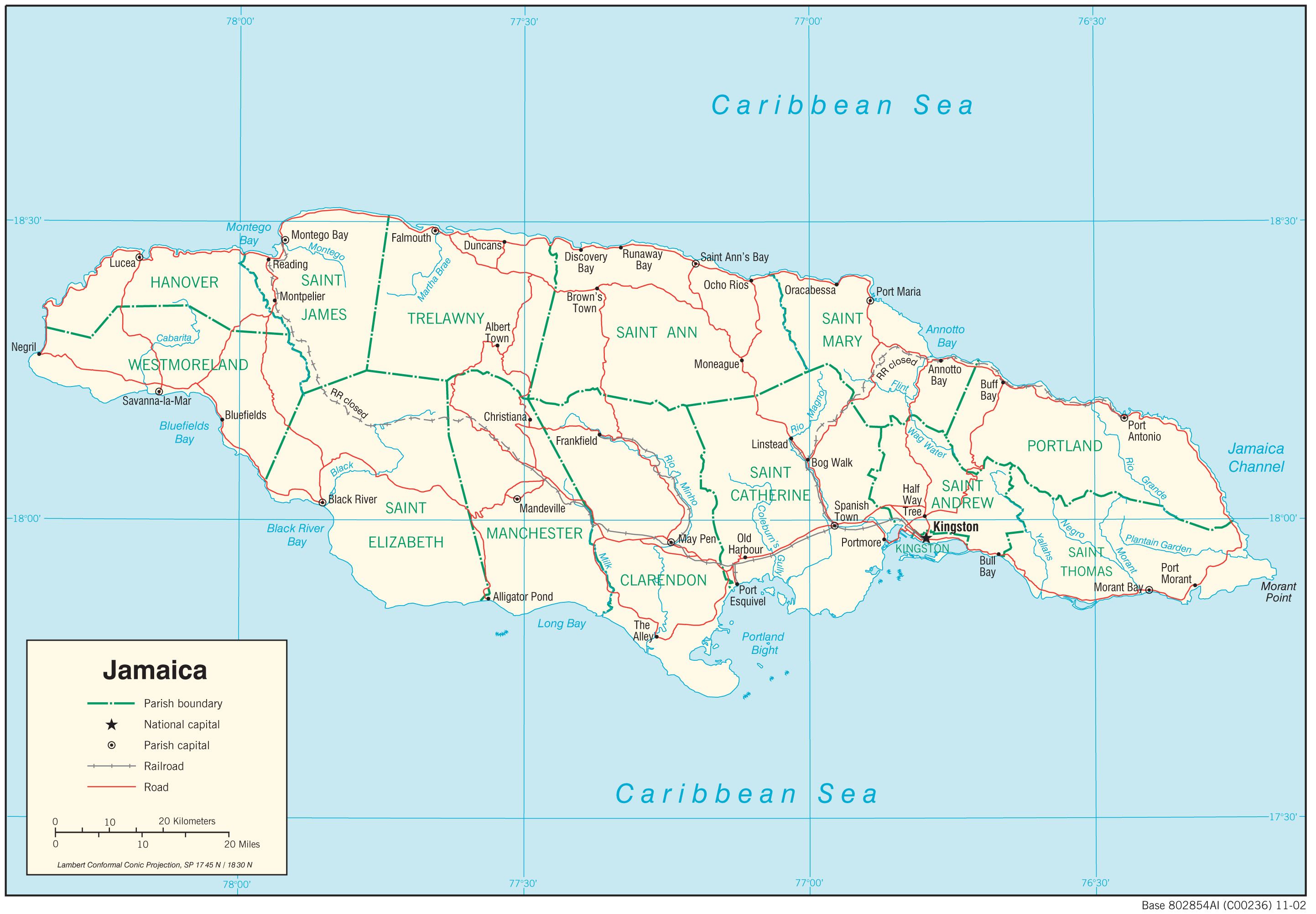
Kaart van Jamaica met daarop de belangrijkste steden, wegen en de 14 parishes.

De infrastructuur van Jamaica bestaat uit wegen, spoorlijnen en luchthavens. Het vervoer over de weg is veruit de belangrijkste vorm van transport op het eiland.

### Wegen
Het Jamaicaanse wegennet is circa 21.000 km lang, waarvan ongeveer 15.000 km is verhard. De Jamaicaanse overheid werkt, samen met private partijen, sinds het einde van de jaren negentig van de twintigste eeuw aan diverse projecten ter verbetering van de infrastructuur. Het meest in het oog springende project is Highway 2000, dat tot doel heeft om autosnelwegen aan te leggen tussen de belangrijkste steden op het eiland. De eerste 33 kilometer van Kingston tot Old Harbour is in gebruik gekomen tussen 2003 en 2005.

### Spoorwegen
De spoorwegen in Jamaica behoren tot de oudste spoorlijnen buiten Europa en Noord-Amerika. Van het nog aanwezige net van 272 km wordt nog slechts 57 km gebruikt, voor bauxiet transport. Het personenverkeer is sinds 1992 geheel stilgelegd nadat de Jamaicaanse overheid besloot de Jamaica Railway Corporation (JRC) niet langer te subsidiëren. Van juli 2011 tot augustus 2012 hebben op een aantal lijnen weer personentreinen gereden. De JRC leed hierop verliezen en heeft zich weer geheel toegelegd op het transport van bauxiet.

### Luchtverkeer
Jamaica heeft twee internationale vliegvelden waar grote toestellen kunnen landen: Norman Manley International Airport in Kingston en Sangster International Airport in Montego Bay. Beide luchthavens dienen als thuisbasis voor de nationale luchtvaartmaatschappij Air Jamaica. Daarnaast zijn er een aantal kleine luchthavens die alleen voor binnenlands vluchten worden gebruikt: Tinson Pen in Kingston, Ken Jones Aerodrome in Port Antonio, Ian Fleming International Airport in Ocho Ríos en Negril Aerodrome. Verschillende kleine plattelandscentra hebben in de omgeving kleine vliegveldjes op suikerplantages en bij bauxietmijnen.

### Havens en scheepvaart
Vanwege de ligging in de Caribische Zee op de scheepvaartroute naar het Panamakanaal en de nabijheid van grote afzetmarkten in zowel Noord- als Zuid-Amerika, kent Jamaica veel containervervoer. Zowel in Kingston als in Montego Bay bevinden zich containerterminals.
Er zijn nog vele andere havens, zoals Port sexquivel in St. Catherine, Rocky Point in Clarendon, Port Kaiser in St. Elizabeth, Port Rhoades bij Discovery Bay, de Reynolds Pier in Ocho Rios, en Boundbrook Port in Port Antonio.
De meeste havens van Jamaica liggen in het zuiden van het land.

## Geboren in Jamaica

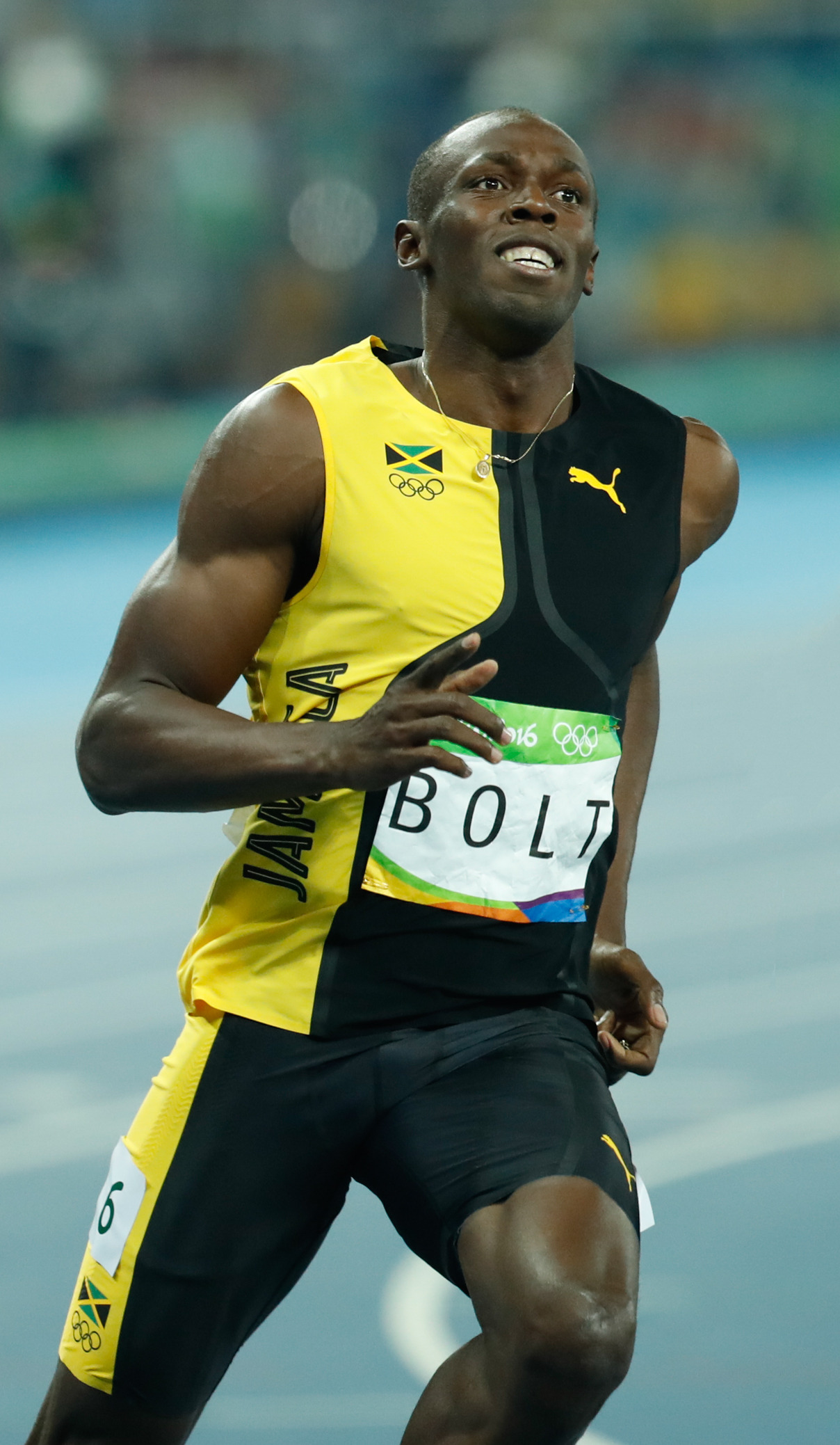
Usain Bolt

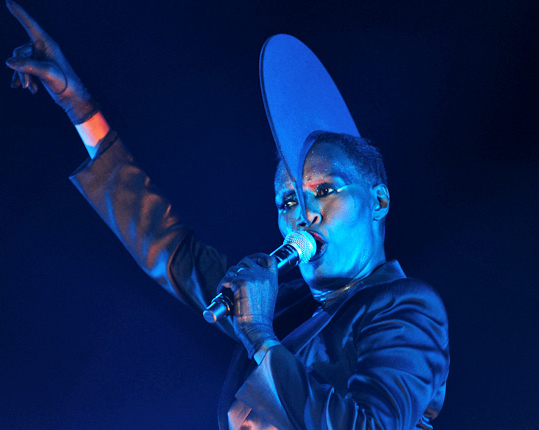
Grace Jones

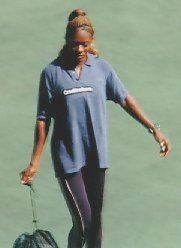
Merlene Ottey

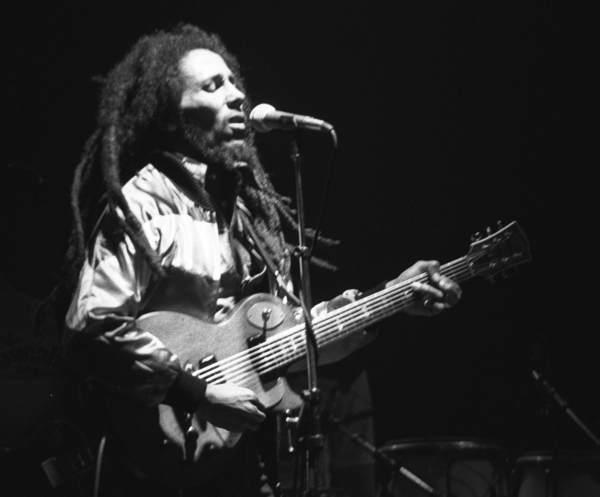
Bob Marley

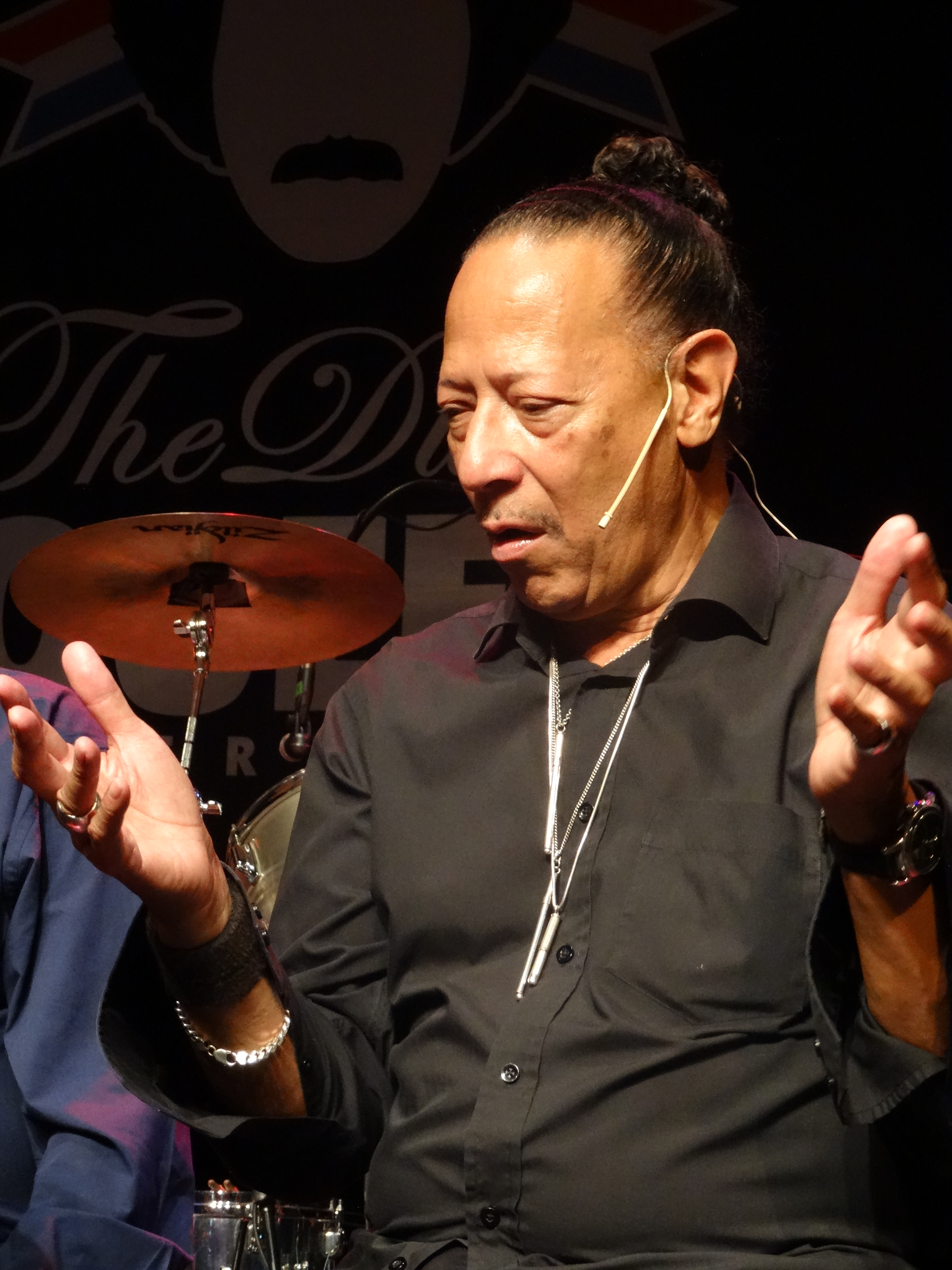
Peter Straker

- Donovan Bailey (1967), sprinter die voor Canada uitkwam
- Leon Bailey (1997), voetballer
- Yohan Blake (1989), sprinter
- Usain Bolt (1986), sprinter
- Ebony G. Patterson (1981), beeldend kunstenaar
- Dennis Brown (1957-1999), reggae-artiest
- Violet Brown (1900-2017), was van 15 april tot 15 september 2017, exact 5 maanden, de oudste persoon ter wereld
- Paul Bogle (1820-1865), leider van Morant Bay protesten 1865, National Hero
- Veronica Campbell-Brown (1982), sprintster
- Nesta Carter (1985), sprinter
- Vincent Chin (1937-2003), platenproducent
- Jimmy Cliff (1948), reggae-artiest
- Desmond Dekker (1941 - 2006), rocksteady, ska- en reggae-artiest
- Coxsone Dodd (1932-2004), platenproducent
- Don Drummond (1932-1969), ska-trombonist
- Marcus Garvey (1887-1940), politiek activist, National Hero
- George William Gordon (1820-1865), politicus, veroordeeld voor protesten in Morant Bay, National Hero
- George Alphonso Headley (1909-1983), cricketspeler (sprinter)
- Toots Hibbert (1942), ska- en reggae-artiest
- Shelly-Ann Fraser-Pryce (1986), sprintster
- Gregory Isaacs (1951-2010), reggae-artiest
- Grace Jones (1948), model, zangeres en actrice
- Sean Kingston (1990), dancehallartiest
- Byron Lee (1935-2008), ska- en soca-artiest
- Elephant Man (1975), dancehallartiest
- Bob Marley (1945-1981), reggae-artiest
- Damian Marley (1978), reggae-artiest
- Omar Mcleod (1994), hordeloper
- Liz Mitchell (1952), zangeres van Boney M
- Merlene Ottey (1960), sprintster
- Augustus Pablo (1953-1999), reggae-, roots-, dubartiest en producer
- Hansle Parchment (1990), hordeloper
- Sean Paul (1973), hiphop- en dancehallartiest
- Asafa Powell (1982), sprinter
- Donovan Powell (1971), sprinter
- Shabba Ranks (1966), dancehallartiest
- Shaggy (1968), dancehallartiest
- Samuel Sharpe (1801-1832), leider van slavenopstand 1831, National Hero
- Raheem Sterling (1994), Engels voetballer
- Peter Straker (1943), zanger, acteur
- Elaine Thompson (1992), sprintster
- Peter Tosh (1944-1987), reggae-artiest
- U-Roy (1942-2021), reggaezanger
- Bunny Wailer (1947-2021), reggae-artiest
- Warren Weir (1989), sprinter
- Willy William (1970), zanger, rapper